# John Farrow (skeletonracer)
John Farrow (Sydney, 18 februari 1982) is een Australisch voormalig skeletonracer. Hij vertegenwoordigde zijn vaderland op de Olympische Winterspelen 2014 in Sotsji en op de Olympische Winterspelen 2018 in Pyeongchang, maar behaalde hierbij geen medaille.

## Carrière
Bij zijn wereldbekerdebuut in Igls op 15 januari 2011 eindigde Farrow op de 25e plaats. Hij won geen wereldbekerwedstrijd. 
Farrow kwalificeerde zich voor de Olympische Winterspelen in 2014, waar hij zeventiende eindigde. In 2018, op de Olympische Winterspelen in Pyeongchang eindigde Farrow 19e.

## Resultaten
| Jaar | Plaats      | Resultaat |
| ---- | ----------- | --------- |
| 2014 | Sotsji      | 17e       |
| 2018 | Pyeongchang | 19e       |

| Jaar | Plaats       | Resultaat               |
| ---- | ------------ | ----------------------- |
| 2011 | Königssee    | 23e 14e Landenwedstrijd |
| 2013 | Sankt Moritz | 27e                     |
| 2015 | Winterberg   | 27e                     |

### Wereldbeker
| \| Seizoen \| Rang \| \| --------- \| ---- \| \| 2010/2011 \| 28e \| \| 2013/2014 \| 20e \| \| 2014/2015 \| 27e \| \| 2015/2016 \| 31e \| \| 2016/2017 \| 30e \| \| 2017/2018 \| 28e \| |      |
| Seizoen | Rang |
| 2010/2011 | 28e  |
| 2013/2014 | 20e  |
| 2014/2015 | 27e  |
| 2015/2016 | 31e  |
| 2016/2017 | 30e  |
| 2017/2018 | 28e  |